# Secretaria de Estado de Projetos Especiais do Distrito Federal
A Secretaria de Estado de Projetos Especiais do Distrito Federal é um órgão que integra a Administração Direta do Governo do Distrito Federal e é responsável por articular ações coordenadas de órgãos governamentais para a implementação de projetos especiais do referido governo, alinhar necessidades sociais para fortalecer o gerenciamento dos projetos especiais no âmbito do Governo do Distrito Federal e promover, coordenar e gerenciar programas e projetos especiais de governo com aplicação de técnicas de gerenciamento.
Criada pelo Decreto número 39.323, de 5 de setembro de 2018, seu atual secretário é o advogado especialista em Direito Processual Civil e Direito Eleitoral, Everardo Ribeiro Gueiros Filho.

## Subsecretarias
A Secretaria de Estado de Projetos Especiais do Distrito Federal conta com três subsecretarias, as quais estão divididas por responsabilidades.
Subsecretaria de Prospecção de Projetos
Tendo como subsecretário o engenheiro civil Luiz Ronaldo Cherulli, a Subsecretaria de Prospecção de Projetos é responsável pela busca e identificação de projetos com potencial para integrar a carteira de projetos do Governo do Distrito Federal e o desenvolvimento de estudos de pré-viabilidade econômico-financeira, técnica e ambiental (EVTEA) dos projetos acolhidos.
Subsecretaria de Desestatização, Desinvestimento e Desimobilização
Tendo como subsecretário o economista Sidrack Correia Neto, a Subsecretaria de Desestatização, Desinvestimento e Desimobilização é responsável pela gestão das operações de venda de ativos ou transferência de prestação de serviços públicos à iniciativa privada, com o objetivo de aumentar a atividade da economia regional.
Subsecretaria de Estruturação e Gestão de Projetos
Tendo como subsecretário o engenheiro eletricista Eduardo Amaral Silveira, a Subsecretaria de Estruturação e Gestão de Projetos é responsável pela promoção, coordenação e gerenciamento de programas e projetos especiais, concessões e Programas de Parcerias Público-Privadas (PPP).

## Projeto "Adote uma Praça"
O programa ‘Adote Uma Praça’, do Governo do Distrito Federal (GDF), foi criado pela Secretaria de Estado de Projetos Especiais. Objetiva firmar parcerias com empresários e moradores do Distrito Federal para a manutenção e recuperação destes locais. Embora tenha as praças como principal foco, o programa também contempla logradouros públicos de outros tipos, tais como jardins, balões rodoviários, estacionamentos, canteiros de avenidas, pontos turísticos, monumentos, parques infantis e Pontos de Encontro Comunitário (PEC's) – todos estes, espaços de uso livre da comunidade. O intuito é incentivar o trabalho em conjunto com pessoas físicas e empresas que tenham interesse em adotar estas áreas por um período determinado.
O ‘Adote Uma Praça’ também tem como proposta ajudar na manutenção das áreas verdes de Brasília e Regiões Administrativas em tempo de contenção de recursos, por meio de novas alternativas para a realização destes serviços. É considerado importante por estimular a cooperação entre o governo e moradores das áreas próximas, assim como com empresários, tanto de pequeno e médio porte como grandes indústrias.
“O projeto pretende ser visto como uma marca da desburocratização no GDF”, explicou o secretário de Projetos Especiais, Everardo Gueiros. Conforme explicou ele, o projeto não tem como modelo fins lucrativos para os adotantes
Segundo o secretário, o grande estímulo da iniciativa é contribuir para maior integração entre governo e comunidade e ajudar a ampliar o sentido de cidadania e preservação dos logradouros públicos entre moradores e empresários.
O Projeto foi publicado por meio do Decreto 39.690, do GDF, que regulamenta a Lei nº 448, de 19 de maio de 1993, referente à adoção de praças, jardins públicos e balões rodoviários, por entidades e empresas e dá outras providências.
A solenidade de lançamento foi realizada no dia 17 de maio de 2019 no Palácio do Buriti, pelo governador do DF, Ibaneis Rocha, com a presença de autoridades diversas.